# El nora alila

El nora alila (hébreu : אֵל נוֹרָא עֲלִילָה) est le poème liturgique qui introduit l’office de clôture du Jour de l’Expiation dans les communautés juives séfarades et yéménites. Considéré comme l’une des seli'hot les plus populaires de ces répertoires, il a été plus récemment adopté dans certaines congrégations ashkénazes progressistes.

## Présentation du poème
Le poème a été écrit au XIIe siècle par le rabbin andalou Moïse ibn Ezra sur base d’une composition antérieure de Joseph ibn Abitur. Comme la plupart des chants strophiques (shirei ezor), il se base sur air connu, populaire du temps de l’auteur. Le nom de celui-ci figure en acrostiche des six premières strophes (MoSH"E HaZa"Q, « Moïse, qu’il soit renforcé ») sur les huit du poème (les deux dernières strophes, absentes des rituels anciens, constituent par conséquent un ajout ultérieur). Chaque strophe comprend quatre vers dont trois pentasyllabiques de trois mots, et le quatrième fixe de deux mots, bišeʿat haneʿila, lesquels se rattachent au refrain chanté en chœur par les fidèles. Il semble délaisser les jeux de mots et évocations propres au genre du piyyout classique pour se concentrer sur des allusions bibliques ou midrashiques facilement reconnaissables, dont l’intitulé même, fondé sur Psaumes 66:5 (nora alila al bnei adam « Merveilleuse est son action sur les fils de l’homme. »). 

### Texte hébraïque et traduction
| #       | Traduction française | Transcription                                                                   | Hébreu                                                      |
| ------- | --- | ------------------------------------------------------------------------------- | ----------------------------------------------------------- |
| Refrain | Dieu de redoutable action (*2), trouve pour nous le pardon à l’heure de la conclusion                                    | ʾEl noraʾ ʿalila (*2) hamṣi lanou meḥila bišeʿat haneʿila                       | אֵל נוֹרָא עֲלִילָה הַמְצִיא לָנוּ מְחִילָה בִּשְׁעַת הַנְּעִילָה                   |
|         | Quelques hommes sont appelés, les yeux vers toi élevés Tressautant d’appréhension à l’heure de la conclusion             | Metei mispar qǝrûim lekha ʿayin nośǝim ûmǝsaldim bǝḥilâ bišeʿat haneʿila        | מְתֵי מִסְפָּר קְרוּאִים, לְךָ עַיִן נוֹשְׂאִים וּמְסַלְדִים בְּחִילָה, בִּשְׁעַת הַנְּעִילָה   |
|         | Épanchant vers toi leur âme, renis et fautes, efface-les Trouve pour eux le pardon à l’heure de la conclusion            | Šop̄ḥim lekha nap̄ǝšam mǝḥe pišʿamʿ vǝḳaḥǝšam vǝhamṣiʾem meḥilâ bišeʿat haneʿila  | שׁוֹפְכִים לְךָ נַפְשָׁם, מְחֵה פִּשְׁעָם וְכַחְשָׁם וְהַמְצִיאֵם מְחִילָה, בִּשְׁעַת הַנְּעִילָה   |
|         | Sois pour eux une sauvegarde laquelle du malheur les garde Signe-leur gloire, consolation, à l’heure de la conclusion    | Heye lahem lǝsitra, vǝḥalṣem mimǝara vǝḥatmam lǝhod ûleǵilâ bišeʿat haneʿila    | הֱיֵה לָהֶם לְסִתְרָה, וְחַלְצֵם מִמְּאֵרָה וְחָתְמֵם לְהוֹד וּלְגִילָה, בִּשְׁעַת הַנְּעִילָה   |
|         | Grâcie-les et prends pitié mais oppresseur et guerrier Fais sur eux condamnation, à l’heure de la conclusion             | Ḥon ʾotam vǝraḥem vǝḵol loḥeṣ vǝloḥem ʿaśe bahem p̄ǝlilâ bišeʿat haneʿila        | חוֹן אוֹתָם וְרַחֵם, וְכָל לוֹחֵץ וְלוֹחֵם עֲשֵׂה בָּהֶם פְלִילָה, בִּשְׁעַת הַנְּעִילָה    |
|         | La justice des pères, rappelle-t-en et renouvelle comme avant les [beaux jours de la nation], à l’heure de la conclusion | Zǝḵor ṣidḳat ʾaḇihem vǝḥadeš et yǝmeihem kǝḳedem ûtǝḥilâ bišeʿat haneʿila       | זְכֹר צִדְקַת אֲבִיהֶם, וְחַדֵּשׁ אֶת יְמֵיהֶם כְּקֶדֶם וּתְחִלָּה, בִּשְׁעַת הַנְּעִילָה       |
|         | Une bonne année, appelle-donc et ramène les quelques moutons à Oholiba, Ohola, à l’heure de la conclusion                | Ḳǝrâʾ nâʾ šǝnat raṣon vǝhašeḇ šǝerit haṣon lǝʾoholiḇâ vǝʾoholâ bišeʿat haneʿila | קְרָא נָא שְׁנַת רָצוֹן, וְהָשֵׁב שְׁאֵרִית הַצֹּאן לְאָהֳלִיבָה וְאָהֳלָה, בִּשְׁעַת הַנְּעִילָה |
|         | Efface comme nuée les fautes et fais donc grand-grâce avec les appelés de l’élection, à l’heure de la conclusion         | Mǝḥe kaʿaḇ pǝšaʿim vaʿaśe na ḥeśed ʿim mǝqoraʾim sǝgûlâ bišeʿat haneʿila        | מְחֵה כָּעָב פְּשָׁעִים, וַעֲשֵׂה נָא חֶסֶד עִם מְקֹרָאִים סְגֻלָּה, בִּשְׁעַת הַנְּעִילָה      |
|         | Méritez de longues années, les fils et leurs aînés dans la joie, délectation, à l’heure de la conclusion                 | Tizkû lǝšanim rabot habanim vǝhaʾaḇot bǝdiṣa ûḇǝṣaholâ bišeʿat haneʿila         | תִּזְכּוּ לְשָׁנִים רַבּוֹת, הַבָּנִים וְהָאָבוֹת בְּדִיצָה וּבְצָהֳלָה, בִּשְׁעַת הַנְּעִילָה     |
|         | Michaël, prince d’Israël, Élie et puis Gabriel annoncez la rédemption, à l’heure de la conclusion                        | Miḵaʾel śar iśraʾel eliyahû vegaḇriʾel baśǝrû na hagǝûlâ bišeʿat haneʿila       | מִיכָאֵל שַׂר יִשְׂרָאֵל, אֵלִיָּהוּ וְגַבְרִיאֵל בַּשְּׂרוּ נָא הַגְּאֻלָּה, בִּשְׁעַת הַנְּעִילָה    |